# El Álamo (Culiacán)
El Álamo es una pequeña localidad ubicada en el municipio de Culiacán, en el estado de Sinaloa, México. De acuerdo con estimaciones de 2014, la población del asentamiento era de 229 habitantes.